# Почётные граждане Каменского
Почётные граждане Каменского (до 2016 года — Днепродзержинска) — звание, присуждаемое за заслуги перед городом Каменское.
Учреждено в 1965 году. По состоянию на 2014 год звание было присвоено 71 человеку. В советский период — за 26 лет — звание было присвоено 36 раз. За 23 года независимой Украины было произведено 35 награждений. Первый почётный гражданин города с 1991 года — президент Казахстана Нурсултан Назарбаев, который учился в городе.

## Правовое положение
Согласно Положению от 29 мая 2012 года, звание присваивается: гражданам города за выдающиеся заслуги в социально-экономическом и культурном развитии города, промышленном и социально-культурном строительстве, развитии здравоохранения, науки, культуры, образования, охраны общественного порядка, депутатской и общественной деятельности, внесение прогрессивных и творческих инициатив в работу на благо населения города, благотворительную помощь городским учреждениям образования, культуры, здравоохранения, спорта, социальной защиты; гражданам Украины, в том числе жителям других городов; иностранным гражданам как празднование их заслуг перед городом или в знак большого уважения к их политической и общественной деятельности.
Почётный гражданин имеет:
- право бесплатного проезда всеми видами городского транспорта (кроме такси);
- право на получение ежегодной ко Дню города денежной выплаты в размере одного прожиточного минимума;
- льготу по оплате коммунальных услуг (50 % от общей суммы);
- право участия в работе городского совета и его исполкома с правом совещательного голоса;
- внеочередное получение амбулаторной и стационарной помощи в лечебно-профилактических учреждениях города.

Присвоение звания проводится ко Дню города

## Список
По состоянию на 2014 год звания удостоены 71 человек.

### 1965—1991
1965 год
|  | Ляудис, Казимерас Францевич              | 1901-1989   | В честь 20-й годовщины Победы над фашистской Германией. Секретарь подпольного горкома КП Украины (1941—1943 гг.). С 1945 г. по 1960 г. находился на должностях в ЦК КПУ, Совете Министров и Комитете госбезопасности Литовской ССР. Герой Социалистического Труда. В 1924—1927 годах жил в городе и работал газовщиком доменного цеха на заводе имени Ф. Э. Дзержинского. |
|  | Гавел, Иван Артемьевич                   | 1913-1989   | В честь 20-й годовщины Победы над фашистской Германией. Активный член городской подпольной организации (1941—1943 гг.). Секретарь подпольного горкома КПУ. Директор СШ № 9. |
|  | Дуракова (Воробейкова), Тамара Устимовна | род. 1923   | В честь 20-й годовщины Победы над фашистской Германией. Активный член городской подпольной организации (1941—1943 гг.). Узница Освенцима, где также вела подпольную антифашистскую деятельность. Награждена Орденом Отечественной войны 2 степени, медалью «За отвагу» и другими наградами. После войны окончила юридический факультет Львовского университета, работала преподавателем и доцентом (1967—1984) кафедры государственного права Киевской высшей школы МВД СССР, полковник внутренней службы.                                                              |
|  | Запорожец (Воловская), Ванда Антоновна   | 1923-2008   | В честь 20-й годовщины Победы над фашистской Германией. Активный член городской подпольной организации (1941—1943 гг.). Главный врач тубдиспансера. |
|  | Шпаковский, Сергей Петрович              | 1918-1991   | В честь 20-й годовщины Победы над фашистской Германией. Герой Советского Союза, участник освобождения города от немецко-фашистских захватчиков. Ст. инспектор по кадрам завода коммунального оборудования г. Кременчуг. |
|  | Гадельшин, Хамит Габдуллович             | 1923-2000   | В честь 20-й годовщины Победы над фашистской Германией. Герой Советского Союза, участник освобождения города от немецко-фашистских захватчиков. |
|  | Горбенко-Корниенко, Клавдия Николаевна   | род. 1925   | В честь 20-й годовщины Победы над фашистской Германией. В 1941 году ей было 15 лет, участница освобождения города от немецко-фашистских захватчиков. Узница концлагерей Берген-Бельзен, Освенцим, Маутхаузен (освобождена 5 мая 1945 года из колонны, направленной на Пярну в каменоломни для удушения их газом). В 1947 году в Николаеве закончила 10 классов и затем Ленинградский институт культуры. Работала актрисой в ТЮЗе, в феврале 1966 г. назначена директором Дворца культуры судостроителей в Ялте, принимала активное участие в общественной жизни города. |
|  | Толмачев, Борис Васильевич               | 1923-1984   | В честь 20-й годовщины Победы над фашистской Германией. Участник освобождения города от немецко-фашистских захватчиков. Подполковник запаса. Заместитель начальника спецСТУ треста «Днипродомнаремонт». |
|  | Бубликов, Андрей Васильевич              | 1899 — 1992 | Директор Днепродзержинского коксохимического завода (ДКХЗ) в 60-е гг. За активное участие в благоустройстве города, многолетнюю и безупречную трудовую деятельность, большую общественную работу. |

1967 год
|  | Клименко, Лука Зиновьевич   | 1888-1977 | За многолетний безупречный труд, активную общественную деятельность. Член КПСС с марта 1917 г. Пенсионер                                                                                                 |
|  | Кочетков, Павел Сергеевич   | 1888-1972 | Сталевар МП № 8 ДМЗ, лауреат Государственной премии СССР 2-й степени (1949 г.). За многолетнюю и безупречную работу, активную общественную деятельность.                                                 |
|  | Шепетов, Иван Михайлович    | 1902-1943 | Герой Советского Союза. Посмертно. Работник ДМЗ в начале ХХ ст., генерал-майор в 1941 г. За заслуги перед Родиной, мужество и героизм, проявленные в годы Великой Отечественной войны.                   |
|  | Учебный Николай Иванович    | 1897-1984 | За многолетнюю безупречную трудовую, политическую и общественную деятельность. Член КПСС с 1917 г. Пенсионер.                                                                                            |
|  | Меняйло Петр Лаврентьевич   | 1901-1978 | За многолетнюю безупречную трудовую, политическую и общественную деятельность. Член КПСС с 1917 г. Пенсионер.                                                                                            |
|  | Бойко Петр Михайлович       | 1895-1976 | За многолетнюю и безупречную работу, активную общественную деятельность. Член КПСС с 1918 г. Пенсионер.                                                                                                  |
|  | Фомкин Каким Семенович      | 1901-1971 | За многолетнюю и безупречную работу, активную общественную деятельность. Член КПСС с 1920 г. Пенсионер.                                                                                                  |
|  | Аношкин Михаил Прокофьевич  | 1907-1995 | Директор ПХЗ в 1947—1976 гг. За многолетнюю и безупречную работу, развитие химического производства, активное участие в благоустройстве, развитии физкультуры и спорта, за участие в общественной жизни. |
|  | Фоменко, Николай Михайлович | 1903-1981 | Директор ДМЗ в 1945—1954 гг. За многолетнюю и безупречную работу, развитие металлургического производства, активное участие в развитии города.                                                           |

1968 год
|  | Молчанов, Григорий Петрович  | 1901-1986 | Член ВЛКСМ с 1918 г. За активное участие в развитии города, большую работу по коммунистическому воспитанию молодежи в связи с 50-летием Ленинского комсомола. Пенсионер. |
|  | Трофимов, Афанасий Ильич     | 1891-1974 | За многолетнюю и безупречную работу, активную общественную деятельность. Член КПСС с 1925 г. Пенсионер.                                                                  |
|  | Сектретнюк, Иван Емельянович | 1922-2003 | За подвиг при форсировании Днепра в районе Днепродзержинска, в связи с 25-летием со дня освобождения города от фашистов. Директор СШ № 38, 40, 12.                       |

1969 год
|  | Колесник, Пётр Корнеевич | 1899-1982 | За многолетнюю и безупречную работу, лучше медицинское обслуживание населения города. Пенсионер, заслуженный врач РСФСР, главный врач первой городской больницы. |
|  | Мирян, Иван Фёдорович    | 1903-1983 | Член КПСС с 1919 г. В годы войны — директор Нижнетагильского коксохимического завода. Награждён орденом Ленина (1943). В 1950—1969 годы — директор Днепродзержинского Баглейского коксохимического завода (БКХЗ). За активное участие в установлении советской власти, многолетнюю и безупречную деятельность, развитие коксохимического производства. |

1971 год
|  | Новиков, Игнатий Трофимович | 1906-1993 | Родился и вырос в городе, работал слесарем, машинистом, преподавателем ФЗО металлургического завода имени Ф. Э. Дзержинского, учился в Днепродзержинском металлургическом институте. За большой личный вклад в разработку и практическое использование нового Генерального плана застройки города, активное участие в развитии городского хозяйства, решении основных вопросов развития промышленных предприятий, учреждений культуры и науки. Заместитель председателя Совета Министров СССР, председатель Госстроя СССР. Председатель Организационного комитета Олимпийских игр в Москве. |

1978 год
|  | Шкадов, Иван Николаевич | 1913-1991 | За мужество, отвагу и умелое управление военной частью в период Великой Отечественной войны, личную храбрость, проявленную при освобождении города. Командир 52-го Днепродзержинского отдельного танкового полка 46-й армии, Герой Советского Союза. Начальник Главного управления кадров Министерства обороны СССР. |

1979 год
|  | Бойченко, Виктор Кузьмич | 1925-2012 | Герой Советского Союза. За героизм, проявленный в ночь с 24 на 25 сентября 1943 г. во время форсирования р. Днепр под огнём противника, закрепление на плацдарме в районе с. Аул, мужество и отвагу при освобождении г. Днепродзержинска от фашистов. После войны в 1959—1983 годах работал в системе «Интурист», в 1983—1988 годах — зампредседателя Главного управления по иностранному туризму при Совете Министров СССР. |

1982 год
|  | Подчасова, Анна Родионовна | 1901-1993 | За активное участие в установлении советской власти в Каменском, большой личный вклад в организацию женского движения в период первых лет советской власти, за постоянное участие в коммунистическом воспитании трудящихся города на революционных, боевых и трудовых традициях. |

1986 год
|  | Везиров, Аслан Фахрадович    | 1910-1988 | Герой Советского Союза, полковник, командир 51-й Днепродзержинской гвардейской штурмовой инженерно-саперной бригады. За мужество и героизм, проявленные в годы Великой Отечественной войны при форсировании р. Днепр и участие в освобождении города от фашистов.                                                                                  |
|  | Ктитарев, Николай Михайлович | 1925-2014 | председатель горисполкома (1963—1981 гг.). За плодотворный труд и большой вклад в социально-экономическое развитие города. |
|  | Зориченко, Тамара Фёдоровна  | 1930      | Герой Социалистического Труда, бригадир штукатуров БЗ «Виддилбуд» треста «Дзержинскстрой». В 1947—1995 гг. работала в тресте «Дзержинскстрой» штукатуром. За самоотверженный труд и большой вклад в создание производственной и социальной базы города.                                                                                            |
|  | ФИЛОНОВ Иван Георгиевич      | 1912-1989 | За большой вклад в развитие города и активное участие в общественно-политической жизни города. Персональный пенсионер союзного значения. Первый секретарь ЦК КП(б)У (1954—1958 гг.), директор ДМЗ (1962—1967 гг.) |
|  | ЛОГИНОВ Владимир Иванович    | 1923-2001 | За многолетний и плодотворный труд, личное участие в научно-исследовательской работе по разработке и внедрении новой технологии доменной плавки, активное участие в подготовке высококвалифицированных специалистов тяжелой индустрии и в решении социально-экономических вопросов. Ректор ДИИ им. Арсеничева, профессор, доктор технических наук. |
|  | КРИВЦУН Иван Семенович       | 1925-1995 | За плодотворный труд и большой вклад в социально-экономическое развитие города. Начальник управления «Химмонтаж-208». |

1989 год
|  | ЛУКЬЯНОВА Лидия Евсеевна | 1921-2010 | За большой личный вклад в организацию комсомольцев и молодежи города на борьбу с немецко-фашистскими захватчиками в оккупированном городе (1941—1943 гг.). Секретарь городской подпольной комсомольской организации (1941—1943 гг.) |

### 1991 — н.в.
1996 год
37. Назарбаев, Нурсултан Абишевич (р. н. 1940). За развитие братских связей, дружеских отношений между Днепродзержинском и Казахстаном. Президент Республики Казахстан.
1997 год
38. БРАЖНИК Иван Иванович (1929—2006). За большой вклад в социально-экономическое развитие и активное участие в общественной жизни города. Первый секретарь Баглейского райкома КПУ (1969—1983 гг.), председатель МВК (1983—1989 гг.)
1998 год
39. МОЛОЧЕК Григорий Иванович (1928—2005). За вклад в социально-экономическое развитие и благоустройство города. Директор Днепродзержинской ГЭС.
40. КУЗНЕЦОВ Генрих Яковлевич (р. н. 1928). За большой вклад в разработку жилищно-коммунального и социально-экономического хозяйства города и активное участие в общественной жизни. Пенсионер. 1970 г. — заместитель, с 1973 г. — первый заместитель председателя исполкома Днепродзержинского горсовета.
41. Морозова (Ронжина) Елена Ивановна (1970 г. н.). За значительный вклад в развитие физкультуры и спорта в городе, мастер спорта международного класса по академической гребле, тренер СК «Дзержинка».
42. ДУБРОВ Леонид Васильевич (р. н. 1938). За значительный вклад в социально-экономическое развитие города и активное участие в общественной жизни. Работал на руководящих должностях в Днепропетровском городском комитете Компартии, председателем исполкома горсовета, директором правления ОАО «Днепразот».
1999 год
43. КУБЛИЦКИЙ Александр Иванович (р. н. 1935). За значительный вклад в развитие оказания скорой медицинской помощи населению города и активное участие в общественной жизни. С 1965 г. врач хирург-анестезиолог 9-й МЛ; зав. реанимационно-анестезиологическим отделением городской больницы скорой медицинской помощи, 1970 г. — главный врач.
44. ОГУРЦОВ Анатолий Павлович (р. н. 1934). За значительный вклад в научно-техническое, культурное развитие города Днепродзержинска и активное участие в общественной жизни. Ректор ДИИ и Днепродзержинского государственного технического университета (1988—2003 гг.)
45. Гордиенко, Алексей Фёдорович (1929—2010). За весомый вклад в развитие города. В 1973—1983 годах — первый секретарь Днепродзержинского горкома партии.
2000 год
46. Кучма, Леонид Данилович (р. н. 1938). За значительный личный вклад в развитие социальной и промышленной инфраструктуры города. Президент Украины в 1994—2004 гг.
47. ПУШКАРЬ Иван Максимович (1930—2000). За значительный вклад в социально-экономическое развитие и благоустройство города, активное участие в общественной жизни. Первый секретарь Заводского РК КПУ в 1968—1991 гг., председатель Заводского РВК в 1967—1968 гг.
2001 год
48. КЛЮШНИК Владлен Иванович (1928—2012). За многолетний добросовестный труд, весомый вклад в социально-экономическое развитие города и активное участие в общественной жизни. Председатель Заводской районной рады. 1993—1996 гг. — помощник начальника в Днепровском райвоенкомате.
49. Гаманюк, Леонид Ефимович (р. н. 1941). За весомый вклад в развитие социальной и промышленной инфраструктуры города и активную общественную деятельность. От 1986 г. — заведующий отделом коммунального хозяйства, первый заместитель председателя Днепродзержинского горисполкома, с 1990 г. — председатель горисполкома, 1991 г. — председатель Днепродзержинского городского совета, 1992 г. — первый заместитель председателя Днепропетровской облгосадминистрации, 1994 г. — заместитель председателя Днепропетровского облсовета по вопросам региональной политики, 1996 г. — заместитель председателя Госкомитета по энергосбережению, от 2000 г. — начальник Госинспекции Украины по энергосбережению.
50. ТАРАН Яков Яковлевич (1913—2008). За самоотверженный добросовестный труд, значительный личный вклад в деятельность завода. 1944 г. — начальник коксового цеха КХЗ, заслуженный металлург Украины.
51. БУРХАН Валентин Моисеевич (1937—2003). За значительный личный вклад в обогащение культурно-художественного наследия города, развитие здравоохранения, высокий профессионализм. Главный врач первой стоматологической поликлиники, главный стоматолог-ортопед управления здравоохранения исполкома городского совета, член Национального союза писателей Украины.
2002 год
52. ХАЧАТРЯН Гарник Ашотович (р. н. 1950). За многолетний добросовестный труд, весомый личный вклад в социально-экономическое и культурное развитие города и активную общественную деятельность. Скульптур, заслуженный художник Украины.
53. Гладкий, Сергей Фёдорович (р. н. 1929). За многолетний добросовестный труд, весомый личный вклад в социально-экономическое развитие города Днепродзержинска и активную общественную деятельность. В 1967—1987 годах был депутатом городского совета, Герой Социалистического Труда.
54. ГОЛУБЧИК Михаил Яковлевич (р. н. 1926). За многолетний добросовестный труд, весомый личный вклад в социально-экономическое развитие города и активную общественную дияльнисть. Заместитель директора по капитальному строительству ООО «Эталон».
55. Добрик, Виктор Фёдорович (1927—2008). За весомый личный вклад в развитие социальной и промышленной инфраструктуры города. 1961—1963 гг. — председатель МВК Днепродзержинского городского совета, 1963—1969 гг. — первый секретарь Днепродзержинского МК КПУ.
2003 год
56. Чернецкий, Иван Андреевич (р. н. 1929). За многолетнюю, безупречную работу на Днепровском металлургическом комбинате им. Дзержинского, выдающиеся достижения в развитии чёрной металлургии, весомый вклад в социально-экономическое развитие города и активную общественную. 1962 г. — депутат Верховного Совета СССР 6-го созыва, пенсионер, Герой Социалистического Труда.
57. ЛИТВИН Анатолий Петрович (р. н. 1940). За многолетний добросовестный труд. Главный редактор Днепродзержинского радиовещания.
58. ЕЖЕВСЬКИЙ Лев Рудольфович (р. н. 1930). За весомый личный вклад в укрепление и обогащение международных связей в области физической культуры и спорта, активное участие и значительные достижения в развитии спорта, пропаганду и внедрение здорового образа жизни средствами физической культуры и спорта, воспитание подрастающего поколения. 1956—1972 гг. — тренер по греко-римской борьбе СК «Дзержинка», заслуженный тренер Украины и Республики Казахстан.
59. МИХАЙЛОВ Александр Михайлович (р. н. 1929). За значительный личный вклад в развитие ветеранского движения города, пропаганду героических подвигов участников Великой Отечественной войны, военно-патриотическое воспитание подрастающего поколения и по случаю 60-летия освобождения города от немецко-фашистских захватчиков. 1996—2011 гг. — председатель городской организации ветеранов войны, труда и военной службы, 1970—1989 гг. — директор Днепродзержинского гормолзавода.
2004 год
60. Поташник, Семён Израелевич (р. н. 1930). За выдающиеся трудовые и научные достижения, большой личный вклад в развитие электроэнергетики и высокое профессиональное мастерство. С 1956 г. работал на руководящих должностях на строительстве и эксплуатации Кременчугской, Киевской и Каневской ГЭС, с 1995 г. — председатель правления Государственной акционерной компании «Днепргидроэнерго».
61. Пильтяй, Василий Фёдорович. (1927—2009). За многолетний безупречный труд, активную общественную деятельность, высокий профессионализм и значительный личный вклад в развитие металлургической промышленности города. Работал на ДМЗ им. Дзержинского подручным горнового, начальником смены доменного цеха, Герой Социалистического Труда.
2005 год
62. ТКАЧЕНКО Дмитрий Филиппович (р. н. 1923). За многолетний плодотворный труд, наставничество и подвижничество в профессиональной деятельности, внедрение новаций в области медицины, весомый вклад в развитие медицинской науки и здравоохранения в городе. С 1955 г. — врач-гинеколог, с 1956 г. — заведующий гинекологического отделения, с 1968 г. — главный врач ГБ № 9.
2007 год
63. ЛЯСОТА Станислав Николаевич (1940—2012). За многолетний добросовестный труд, активную жизненную позицию, весомый вклад в подготовку высококвалифицированных специалистов и развитие местного самоуправления. В 1977—2012 г. занимал должность директора Днепродзержинского металлургического техникума, позже колледжа.
64. Бобылёв, Александр Фадеевич (1963—2014). За самоотверженный труд в органах внутренних дел, высокий профессионализм, активную помощь правоохранительным органам и укрепление их материально-технической базы, весомый вклад в дело борьбы с преступностью. С августа 2001 по июнь 2002 г. возглавлял управление МВД Украины г. Днепродзержинск.
65. УВАРОВ Владимир Геннадьевич (г. н. 1964). За высокий профессионализм, добросовестное выполнение служебных обязанностей, активную жизненную позицию и весомый личный вклад в дело борьбы с преступностью. Полковник милиции. С 1984 г. по 1987 г. работал на Днепровском металлургическом комбинате и СУ «Днипродомнаремонт». В течение января 1998 — май 2000 гг. возглавлял Днепровский районный отдел УВД г. Днепродзержинска.
66. МОРОЗ Олег Николаевич (р. н. 1960). За высокопрофессиональную инициативный труд, активную жизненную позицию, сохранение исторического наследия и значительный личный вклад в развитие социально-экономической инфраструктуры города. С 1994 г. — президент внешнеторговой компании «Микомп».
2011 год
67. ШЕРШНЕВ Сергей Александрович (р. н. 1944). Председатель Днепродзержинской городского совета народных депутатов в 1992—1996 гг.
68. Швец, Василий Яковлевич (р. н. 1947). В течение 1996—2005 гг гг. Днепродзержинский городской голова.
69. ГЛУЩЕНКО Леонид Михайлович (1932—2007). За весомый вклад в решении актуальных вопросов социально-экономического развития города. 1966—1989 гг. — председатель исполкома Баглейского районного совета
2012 год
70. Морозов, Владимир Михайлович (р. н. 1953). За выдающиеся заслуги в развитии спорта, подготовку плеяды спортсменов-победителей чемпионатов Европы, мира, Олимпийских игр. Заслуженный работник физической культуры и спорта Украины, заслуженный тренер Украины по академической гребле.
71. ШЕВЧЕНКО Леонид Васильевич (р. н. 1948). За многолетнюю службу по укреплению законности и правопорядка, значительные профессиональные достижения, весомый вклад в социально-экономическое развитие города, активную общественную деятельность, меценатство и по случаю 65-летия со дня рождения. Вице-президент корпорации «Тяжелое транспортное машиностроение Украины», советник городского головы.